# Inugami (Mythologie)

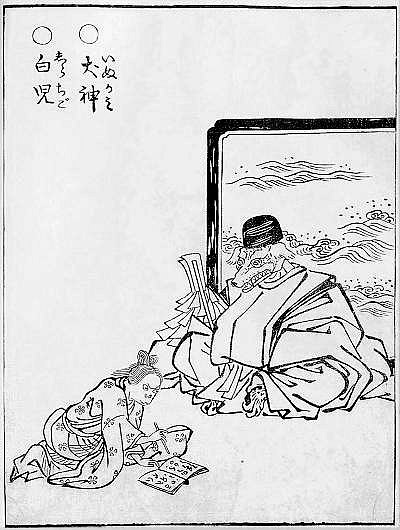
Inugami und Shirachigo (Zeichnung von Toriyama Sekien)

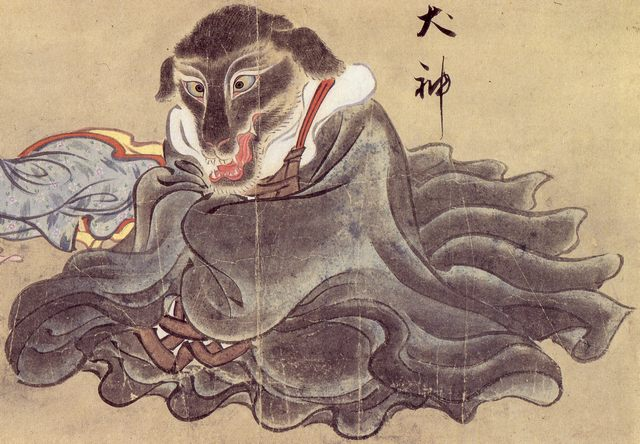
Ein Inugami in Sawaki Suushis Hyakkai-Zukan

Inugami, auch Inukami (japanisch 犬神, zu deutsch „Hundegott“), sind Wesen der japanischen Mythologie, die den Shikigami ähnlich sind und zur Gruppe der Kami (神) gehören. Es handelt sich um mächtige Geistwesen.

## Beschreibung
Inugami sollen grundsätzlich hundeähnliche Gestalt besitzen. Dabei können sie gänzlich tiergestaltig sein oder anthropomorph auftreten, ähnlich einem Werwolf. Inugami wird nachgesagt, dass sie über gewisse schwarzmagische Kräfte verfügen. 

## Überlieferung
Erste Überlieferungen über Inugami stammen aus der Edo-Zeit (1603–1868).
Ein Inugami muss laut der japanischen Folklore beschworen werden. Dazu soll man einen Hund bis zu seinem Hals eingraben und einen Napf mit Futter gerade außer Reichweite der Schnauze aufstellen. Tage später, wenn der Hund kurz vor Eintritt des Todes durch Verhungern ist, soll man ihm von hinten den Kopf abschlagen und diesen unter einer belebten Straße vergraben. Nach einer bestimmten Zeit soll man ihn wieder hervorholen und in einem vorbereiteten Schrein aufbaren. Nun soll man einen Inugami rufen können.
Ähnlich dem Shikigami, einem beseelten Papiermannekin, werden Inugami für riskante und kriminelle Aufträge, insbesondere Mord und Verstümmelung des Opfers, beschworen und angeheuert. Ist der Beschwörer in seinen Künsten besonders bewandert und erfahren, kann er Inugami aufrufen, die von ihren Opfern Besitz ergreifen und diese in den Wahnsinn treiben und sich wie tollwütig aufführen lassen. Allerdings sollen Inugami selbst sehr gefährlich sein: Da ihre Seele von blinder Rachsucht getrieben wird, kann es schnell passieren, dass sie sich an ihrem Beschwörer rächen, anstatt, wie geplant, ihre Wut am Auftragsopfer auszulassen.
Familien, die sich Inugami halten, werden als Inugami mochi (犬神 持ち; zu dt. „die sich einen Hundegott halten“) bezeichnet. In diesen Familien ist es Tradition, nur in andere Inugami mochi einzuheiraten.

## Inugami in der modernen Subkultur
Im Jahre 1976 wurde der Mysterythriller The Inugami Family (犬神家の一族) von Kon Ichikawa gedreht. Er basiert auf dem gleichnamigen Roman von Seishi Yokomizo. Aus dem Jahr 2001 stammt der – ebenfalls japanische – Horrorfilm Inugami – Die Verfluchten von Masato Harada.